# Cikoriamuseet
Cikoriamuseet (finska: Sikurimuseo) är ett industrihistoriskt museum i Jakobstad i Finland.
Wilhelm Schauman grundade 1883 cikoriarosteriet Jakobstads Cikoriafabrik i Jakobstad, som baserades på råvara främst från Nederländerna. Företaget blev snabbt lönsamt och störst i sin bransch i Finland. Det kompletterades 1901 med ett sockerbruk på Alholmen, vilket nedlades 1918 i samband med en omfattande omstrukturering av Finlands sockerindustri. Cikoriafabriken brann ned 1892, men återuppbyggdes samma år nära Alholmens hamn. År 1903 var 60 personer sysselsatta i fabriken, som det året producerade 1.400 ton rostad cikoria.
På 1950-talet sjönk efterfrågan. Företaget försökte att i stället tillverka rostade salta nötter, men fick ingen lönsamhet i detta, och ej heller i tillverkning av träullsplattor och träull från 1960-talet. Produktionen lades ner 1980. 
Museet, som ligger i en av UPM-Kymmene ägd byggnad, var 2017 nedläggningshotat.